# Lysimachia tianyangensis
Lysimachia tianyangensis là một loài thực vật có hoa trong họ Anh thảo. Loài này được D. Fang & C.Z. Gao mô tả khoa học đầu tiên năm 1981.